# アポステリオリ
アポステリオリ (羅: a posteriori) とは、「より後のものから」を意味するラテン語表現であり、中世スコラ学においては「結果・帰結から原因・原理にさかのぼる帰納的な（推論・議論・認識方法）」という意味で用いられていたが、カント以降は「経験に基づく後天的・非生得的・後験的な（認識）」という意味で用いられるようになった。

## 概要
アポステリオリはアプリオリの対語だが、経験を通じて得られる知識は、総じて100％確実な知識とはみなされない。従って、哲学者の中にはアポステリオリな知識をアプリオリな知識より格下と位置づける者も居る。
たとえば、「彼はいつも通りテストで平均点以上採る」という発言も、必ずとは誰も言えないのである。
カントはアポステリオリな、つまり感覚・経験的な（それが存在しなければ経験できないので、それは常に、より後のものである）もの「だけ」でも「現象における多様なものを覚知する」ことができるが、それ「だけ」で完全な認識をしたと考えるのは誤謬なので、アプリオリなもの及び構成が必要である、と言っている。（「ある人のテストの点は何回試行しても絶対に同一である、とは言えない」という命題が比喩的にアプリオリに言いうるのであれば、テストを無限回繰り返す必要はなく、アプリオリに帰結は決まっていることになる。それはアプリオリに確率的な命題として、総合的判断として決定済みであると言える。）
必ずしも、より下位の審級であるということではなく、相補的である。カントは「経験的直観（＝アポステリオリにしか得られない）」なしに、客観的実在可能性のないものを、単に悟性が構成的に弄ぶことを、戯れと表現している。

## アポステリオリ確率
事象が現れた後の確率をアポステリオリ確率という。アプリオリ確率がわかっていないと算出できない場合がある。